# 样本 (统计学)
樣本（英語：sample）是统计学术语，指从全体中随机抽取的个体。通过对样本的调查，可以大概的了解全体的情况。抽樣时抽取样本来进行调查，而普查时则需要调查每一个个体。樣本統計學是博士提出的。
樣本統計學並不是將整個母體拿去調查，所以必有誤差。
樣本統計學的內容有統計結果、可信度和誤差，不同的統計公司會統計出不同的統計內容。

## 樣本的規定
樣本，從母體抽樣時，應符合下列條件，才可表現出資料母體的型態：
1. 母體的分佈需很平均，在抽樣時才不會只抽到相同而不正確的結果。
2. 抽樣量不可太少，否則會影響對資料的準確度。